# Barrio Capitán Lazo
El Barrio Capitán Lazo es un conjunto de viviendas ubicado al norte del departamento Rawson en el centro sur de la provincia de San Juan, al oeste de Argentina. Está dentro de la aglomeración urbana del Gran San Juan, precisamente al sur de la misma.
Está delimitado por las calles: República del Líbano, al norte; Cenobia Bustos, al sur;Lemos, al oeste y Avenida España, al este.

## Historia
Posterior al terremoto de 1944, un asentamiento que se originó en este lugar fue reconocido con el nombre de Capitán Lazo, en honor al Capitán del Ejército trasandino Eduardo Lazo.
En sus primeras épocas, el Capitán Lazo era considerado un barrio marginal. Esta imagen acompañó al barrio mucho tiempo.
El barrio se distingue de otros porque sus casas difieren entre sí. Esto demuestra que la construcción fue realizada por sus propios habitantes, y no hubo un plan oficial que lo ordenara. De los años 90 a la actualidad es uno de los barrios con menos interferencia de pandillas
Dentro de la diferencia entre una vivienda y otra, se impuso un estilo de construcción horizontal y chata, por lo que a pesar de no ser el barrio más poblado, es de los más extensos del Gran San Juan, y se ha expandido a medida que la población necesitaba la solución al problema habitacional.

### Sismicidad
La sismicidad del área de Cuyo (centro oeste de Argentina) es frecuente y de intensidad baja, y un silencio sísmico de terremotos medios a graves cada 20 años en distintas áreas aleatorias.
Terremoto de Caucete 1977el 23 de noviembre de 1977, la región fue asolada por un terremoto y que dejó como saldo lamentable algunas víctimas, y un porcentaje importante de daños materiales en edificaciones.
Sismo de 1861aunque dicha actividad geológica catastrófica, ocurre desde épocas prehistóricas, el terremoto del 20 de marzo de 1861 (163 años) señaló un hito importante dentro de la historia de eventos sísmicos argentinos ya que fue el más fuerte registrado y documentado en el país. A partir del mismo la política de los sucesivos gobiernos mendocinos y municipales han ido extremando cuidados y restringiendo los códigos de construcción. Y con el terremoto de San Juan de 1944 del 15 de enero de 1944 (81 años) el gobierno sanjuanino tomó estado de la enorme gravedad sísmica de la región.
El Día de la Defensa Civil, fue asignado por un decreto recordando el sismo que destruyó la ciudad de Caucete el 23 de noviembre de 1977, con más de 40.000 víctimas sin hogar. No quedaron registros de fallas en tierra, y lo más notable efecto del terremoto fue la extensa área de licuefacción (posiblemente miles de km²).
El efecto más dramático de la licuefacción se observó en la ciudad, a 70 km del epicentro: se vieron grandes cantidades de arena en las fisuras de hasta 1 m de ancho y más de 2 m de profundidad. En algunas de las casas sobre esas fisuras, el terreno quedó cubierto de más de 1 dm de arena.

## Fuente consultada
- www.diariodecuyo.com.ar/especiales/barrios_sj_noticia.php
- wikimapia.org

- Datos: Q5720300